# Grêgôriô thành Nyssa
Ghêgôriô thành Nyssa, còn được gọi là Ghêgôriô Nítxênô (tiếng Hy Lạp cổ: Γρηγόριος Νύσσης; c. 335 – c. 395), là giám mục của Nyssa từ 372 đến 376 và từ 378 cho đến khi qua đời. Ông được tôn sùng như một vị thánh trong Công giáo La Mã, Chính thống giáo Đông phương, Chính thống giáo phương Đông, Anh giáo và Giáo hội Luther. Ghêgôriô, anh trai Basiliô thành Caesarea, và bạn của họ, Ghêgôriô thành Nadiandô, được gọi chung là những Giáo phụ Cappadocia.
Ghêgôriô thiếu khả năng quản trị của anh trai Basiliô hoặc ảnh hưởng đương thời của Ghêgôriô thành Nadiandô, nhưng ông là một nhà thần học uyên bác, người đã đóng góp đáng kể cho học thuyết về Ba Ngôi và Tín điều Nicea. Các tác phẩm triết học của Ghêgôriô bị ảnh hưởng từ Ôrigiênê. Từ giữa thế kỷ XX, đã có sự gia tăng đáng kể sự quan tâm đến các tác phẩm của Ghêgôriô từ cộng đồng học thuật, đặc biệt liên quan đến sự cứu rỗi phổ quát, dẫn đến những thách thức đối với nhiều cách giải thích truyền thống về thần học của ông.